# Lili Simmons
Lili Simmons (San Diego, 23 luglio 1993) è un'attrice e modella statunitense, conosciuta soprattutto per la partecipazione alle serie Banshee - La città del male e Power Book IV: Force.

## Biografia
Lili Simmons intraprende da giovanissima la carriera di modella per spot pubblicitari e annunci stampa.

### Attrice
Nel 2010 inizia a recitare nella serie Hollywood Is Like High School with Money, basata sull'omonimo libro. Ha inoltre piccoli ruoli in produzioni di Disney Channel e in diverse serie TV e sitcom. Nel 2012 recita nel film Fat Kid Rules the World. Nel 2013 inizia ad interpretare il ruolo di Rebecca Bowman nella serie Banshee - La città del male, ruolo che la proietta alla ribalta internazionale. Nel 2014 prende parte a due episodi della prima stagione della serie True Detective. Nel 2019 ha interpretato Selina Kyle da adulta nell'episodio finale di Gotham sostituendo Camren Bicondova su decisione di quest'ultima in quanto troppo giovane per interpretare il personaggio.

## Filmografia

### Cinema
- Fat Kids Rules the World, regia di Matthew Lillard (2012)
- The Guilty Innocent, regia di Jamie Marshall (2014)
- Bone Tomahawk, regia di S. Craig Zahler (2015)
- Dirty Lies, regia di Jamie Marshall (2017)
- Bad Match, regia di David Chirchirillo (2017)
- Conductor, regia di Alex Noyer (2021)

### Televisione
- Hollywood Is Like High School with Money – serie TV, 9 episodi (2010)
- Zeke e Luther (Zeke and Luther) – serie TV, episodio 2x23 (2010)
- Mr. Sunshine – serie TV, episodio 1x02 (2011)
- Regista di classe (Geek Charming), regia di Jeffrey Hornaday – film TV (2011)
- Jane stilista per caso (Jane by Design) – serie TV, episodio 1x07 (2012)
- Vegas – serie TV, episodio 1x13 (2013)
- Banshee - La città del male (Banshee) – serie TV, 37 episodi (2013-2016)
- Hawaii Five-0 – serie TV, 6 episodi (2014-2017)
- True Detective – serie TV, episodi 1x02, 1x06 (2014)
- Westworld - Dove tutto è concesso (Westworld) – serie TV, episodi 1x08, 2x05 (2016-2018, 2022)
- Ray Donovan – serie TV, 8 episodi (2017)
- Law & Order - Unità vittime speciali (Law & Order: Special Victims Unit) – serie TV, episodio 20x05 (2018)
- The Purge - serie TV, 8 episodi (2018)
- Gotham - serie TV, episodio 5x12 (2019)
- Power Book IV: Force - serie TV (2022-in corso)

## Doppiatrici italiane
Nelle versioni in italiano delle opere in cui ha recitato, Lili Simmons è stata doppiata da:
- Veronica Puccio in Regista di classe, Banshee - La città del male
- Antonella Alessandro in Hawaii Five-0
- Ughetta d'Onorascenzo in True Detective
- Federica De Bortoli in Ray Donovan
- Valentina Perrella in Bad Match
- Gaia Bolognesi in Bone Tomahawk
- Elena Perino in Westworld - Dove tutto è concesso